# Mater Matuta
Mater Matuta – bogini poranku i świtu, płodności i narodzin w mitologii rzymskiej. 
Niektóre rzymskie źródła utożsamiały ją z Ino-Leukoteą, która po samobójstwie i przemianie w boginię morską miała opuścić Grecję i przybyć do Italii.
Mity wspominają także, że po przybyciu do Italii, Mater Matuta została zaatakowana przez bachantki, które podburzyła od dawna nieprzyjazna jej Junona. Uratował ją Herakles i powierzył opiece Karmenty. Mater Matuta była czczona świętami o nazwie Matralia, obchodzonymi w dniu 11 czerwca. Mogły w nim uczestniczyć jedynie wolne kobiety, które miały tylko jednego żyjącego męża (wdowy, niewolnice i rozwódki były wykluczone z obchodów). Jej świątynia znajdowała się na Forum Boarium, niedaleko portu w Rzymie.